# Petr Jákl starší
Petr Jákl starší (* 16. prosince 1941 Písek) je český mistr bojových umění (8. Dan ČSJu), intelektuál, spisovatel, producent a herec – kaskadér, bývalý zápasník–judista a profesionální trenér, účastník olympijských her jako závodník i jako trenér. 

## Osobní život
Je vystudovaný strojní inženýr (ČVUT, 1965) – po promoci pracoval v ZPA Košíře. Po roce 1968 se ucházel o místo interního vědeckého aspiranta na ČVUT a konkurz vyhrál. Nepřijal však členství v KSČ a po skončení kandidátského minima byl propuštěn. Strojírenský obor opustil v roce 1974 se vznikem SVS MŠ ČSR. Jako profesionální trenér si musel doplnit trenérské vzdělání na pražské FTVS UK.
Sám sebe popisoval jako velice impulzivního, vznětlivého, popudlivého, až agresivního. Ve chvílích maximální koncentrace ho dokázalo vyvést z míry kdeco. Byla to z velké části jeho obranná reakce na vysokou citlivost až měkkost. Slzy v očích o něho nebyly po prohraném/vyhraném zápase výjimkou. Již v 60. letech řešil svoje mentální nastavení s psychologem a nebál (nestyděl) se o tom mluvit.
S manželkou Dagmar (* 1946) měl dvě děti, dceru Alenu (* 1975) a syna Petra (* 1973). S rodinou bydlel v Praze na Václavském náměstí. Počátkem sedmdesátých let dvacátého století ho bylo možné potkat každé ráno běhat ulicemi Vodičkovou, Lazarskou, Myslíkovou a po nábřeží do Modřan.
V roce 1989 napsal rozhlasovou hru Sráz – komedie ze života kaskadérů.
Jeho začátky v oddíle TJ Slávia VŠ Praha připomínají judistické začátky Františka Koudelky zobrazené ve filmu Jáchyme, hoď ho do stroje!. Ve filmu si sám zahrál postavu rozhodčího. Trenér juda Trumpach (František Peterka) byl pravděpodobně inspirován trenérem Jiřím Mašínem.
V roce 1969 stál čestnou stráž u rakve Jana Palacha. Během sametové revoluce v roce 1989 patřil k osobní ochrance Václava Havla a Alexandra Dubčeka.

### Výroky a fráze
| „                                    | Porážka ti někdy může pomoci víc než výhra. Nutí tě to na sobě makat. Já jsem se vždycky úplně třásl, těšil na to, až se proti mně postaví borec, který mi namlátí. | “ |
| — Československý sport, 11. 11. 1974 | |   |

| „                                    | Judo učí svým způsobem i nebezpečné věci, ale na druhé straně vede vznětlivé až agresivní jedince k ohleduplnosti vůči jiným lidem. Judista je si vědom svých schopností, vnitřní síly, ale nestaví nic na obdiv. Než by se měl dostat do nějaké šarvátky, raději se vzdálí, odejde. K energetickému činu se odhodlá jen v krajním případu sebeobrany. | “ |
| — Československý sport, 11. 11. 1974 | |   |

| „                                   | Jen málokdy a na krátkou dobu bývám spokojen. Když něco dělám, tak se snažím to dělat co nejlépe a vždy si myslím, že to mohu dělat lépe. Mám to v povaze, chci vždycky něco víc, něco lepšího. Vyrostl jsem v pokryteckém klimatu. Výjimkou byla rodina, kde mě vedli k čestnosti. Jinak všude vládla přetvářka a to mi bylo proti srsti. Ozýval jsem se proti tomu jako student, jako sportovec, jako trenér a funkcionář." reakce na otázku proč byl nazýván rebelem. | “ |
| — Československý sport, 5. 10. 1990 | |   |

| „                                   | Pokud chce borec vyniknout, musí být osobností s tvůrčími schopnostmi a okamžitou reakcí. | “ |
| — Československý sport, 5. 10. 1990 |                                                                                           |   |

## Sportovní kariéra
Narodil se v Písku do umělecko-sportovní rodiny, ale vyrůstal v Karlových Varech. Oba rodiče se pohybovali okolo koní a jezdeckého sportu a s tímto sportem také v dětství začínal. Na škole se později věnoval aktivně atletice se specializací na krátké sprinty a skok do dálky. Starší bratr František studoval střední školu v Chomutově a při studiu začal navštěvovat hodiny juda u trenéra Jaroslava Zetka při TJ VTŽ Chomutov. Svoje první judistické chvaty se tak naučil prostřednictvím svého bratra po jeho příjezdech na víkend domů jako sparingpartner. Od roku 1958 začal chodit do juda při oddíle TJ Rudá Hvězda Karlovy Vary k Františku Kaslovi. Seriózně se s judem začal zabývat po přijetí na strojnickou fakultu ČVUT v roce 1960. V judistickém oddíle při TJ Slavie VŠ Praha se dostal do tréninkové skupiny vedené Jiřím Mašínem. V roce 1961 získal svůj první republikový titul ve váze do 87 kg a dostal se do československé reprezentace vedené Bohumilem Jordánem. Na mezinárodní scéně shazoval kilogramy do olympijské střední váhy do 80 kg a v květnu 1961 poprvé reprezentoval Československo na mistrovství Evropy v italském Milánu.
V květnu 1962 reprezentoval Československo na mistrovství Evropy v německém Essenu poprvé pod Václavem Břízou. Ve střední váze do 80 kg amatérů prohrál v úvodním kolem s domácím Ferdinandem Miebachem. V soutěží bez rozdílu vah se přes opravy dostal do boje o postup mezi 4 nejlepší judisty. V rozhodujícím zápase prohrál se Švýcarem Leo Gisinem a obsadil dělené 5. místo.
V květnu 1963 reprezentoval Československo na mistrovství Evropy ve švýcarské Ženevě. Ve střední váze do 80 kg amatérů porazil v úvodním kole Rakušana Wernera Biffla, ale v následujícím kole byl z turnaje vyřazen Jugoslávcem Stojanem Stojakovićem.
V olympijském roce 1964 figuroval v předběžné nominaci na říjnové olympijské hry v Tokiu. Na začátku dubna se probojoval do finále silně obsazeného turnaje v německém Lübecku/Rostocku. Na konci dubna reprezentoval Československo na mistrovství Evropy v německém Berlíně. Ve střední váze do 80 kg amatérů porazil v úvodním kole Francouze Marcela Nottolu, ale v následujícím kole byl z turnaje vyřazen. V červnu zaznamenal první výrazný mezinárodní úspěch na akademickém mistrovství Evropy v nizozemském Delftu, kde ve střední váze do 80 kg vybojoval bronzovou medaili a s družstvem (družstvo Slavie VŠ) celou soutěž vyhrál. Do olympijské nominace se však nevešel a mohl se plně věnovat dokončení vysokoškolského studia.
V roce 1965 se konalo mistrovství Evropy v španělském Madridu. Diplomatické vztahy Španělska se zeměmi východního bloku se po letech zlepšil natolik, že Československo vyslalo na mistrovství Evropy tři závodníky včetně něho. Nad jeho účastí však dlouho visel otazník. Na březnovém mistrovství republiky se vyhodil rameno. Do Madridu nakonec odjel a v úvodní soutěži středních vah do 80 kg kategorie open se probojoval do semifinále, ve kterém si zranění ramene v zápase s Nizozemcem Martinem Poglajenem obnovil a po porážce do opravného pavouku již nenastoupil. Obsadil dělené 5. místo. Další den měl startovat ve střední váze do 80 kg kategorie amatérů a do úvodního zápasu proti Švédu Nilsi Alsenovi pro zranění nenastoupil. Po promoci na ČVUT nastoupil na podzim základní vojenskou službu v Plzni, kde bylo situováno armádní sportovní judistické družstvo vedené Jiřím Synkem.
V květnu 1966 se jako člen armádního klubu Dukly účastnil mistrovství Evropy v Lucemburku. O jeho výsledku však česká ani slovenská média neinformovala. Vrcholem roku pro něj měl být start na domácím červnovém akademickém mistrovství světa v Praze. Mistrovství se mu však nepodařilo i vlivem těžkého nalosování. Ve střední váze do 80 kg prohrál v úvodním kole se ruským Sovětem Vladimirem Pokatajevem a v kategorii bez rozdílu vah se západním Němcem Sauerem. Náladu si nakonec spravil v soutěži družstev, se kterým obsadil konečné třetí místo.
V roce 1967 startoval v květnu na svém sedmém mistrovství Evropy v Římě v řadě. Ve váhové kategorii do 80 kg porazil v úvodním kole Švýcara Ericha Gublera, ale v dalším prohrál s Nizozemcem Martina Poglajena, když v závěru zápasu neuhlídal bodové vedení. Další den nastoupil v kategorii bez rozdílu vah. V úvodním kole porazil Švýcara André Nestera a ve druhém nestačil na Brita Antena.
V lednu 1968 vystoupil na celostátní konferenci juda s kritikou vůči tehdejšímu vedení v čele s Ladislavem Pikhartem. Podle něho ústřední sekce juda ČSTV nedělá maximum pro úspěch československých reprezentantů v intenzitě a metodice tréninků, nedostatků v trenérské práci a dalších podmínek. V květnu chyběl poprvé od roku 1961 na mistrovství Evropy ve švýcarském Lausanne. Údajně z důvodů špatné formy dostal ve střední váze přednost ostravský Jaroslav Kondělka. Téměř všichni nominovaní závodnicí vypadli v prvních kolech. Šéftrenér reprezentace Václav Bříza selhání vysvětloval jako každý rok špatnou prací v oddílech a nutností častěji školit trenéry v nich. Na toto reagoval Jáklův oddílový trenér Jiří Mašín otevřeným dopisem, ve kterém naopak podpořil svého svěřence v kritice, že poměr spolupráce sekce juda s oddíly a trenéry je vlažný, formální. Mašín dále kritizoval Břízu, že jako (ústřední) šéftrenér reprezentace by měl i on znát a umět vysvětlit jednotlivé chvaty a jejich správné provedení (tuto práci za něho suploval Vladimír Lorenz), nikoliv pouze provádět manažerskou a organizační činnost. Jeden z členu trenérské rady sekce juda Adolf Lebeda na kritiku reagoval slovy, že problém juda v Československu je jinde. V první řadě v špatném technickém zázemí. Tím myslel nedostatek vhodných prostor k tréninku a následné regeneraci (sauna, bazén). Trénovalo se stále v předválečných sokolovnách s omezenou kapacitou a to neumožňovalo potřebný narůst členské základny.
V listopadu 1968 odjel na zájezd do ciziny s domovským oddílem Slavie VŠ. Navštívili legendární londýnský judistický klub Budokwai, ve Francii populární pařížský klub Racing JC a přes Německo a Rakousko se vrátili domů. V březnu 1969 se oženil s lingvistkou a překladatelkou Dagmar Oravovou. V dubnu přijel do Prahy na pozvání k odvetnému utkání londýnský judistický klub Budokwai. V květnu se po roční přestávce startoval mistrovství Evropy ve belgickém Ostende. Ve váhové kategorii do 80 kg nestačil v úvodním kole na Nizozemce Martina Poglajena. V kategorii bez rozdílu vah porazil v úvodním kole Itala Adriana Pizzolona, ve druhém však prohrál s ruským Sovětem Vladimirem Sauninem. Saunin ho svým vítězstvím ve skupině vytáhnul do oprav, ze kterých postoupil do souboje medaile. Rozhodující souboj o jistou medaili prohrál s Nizozemcem Dirkem Eveleensem a obsadil dělené 5. místo. Po mistrovství Evropy odjel na půlroční stáž do londýnského klubu Budokwai. V Budokwai získal pod dohledem Charlese Palmera 3. mistrovský dan. Po návratu popisoval odlišný systém udělování danů než bylo zvykem v Československu. Na zvyšování danů se sjelo zhruba 60 judistů. O třetí dan se ucházel s dalšími 11 judisty. Vylosovaly se dvojice a každý kdo chtěl uspět, musel porazit všechny tři své soupeře na wazari nebo ippon. Komu se to podařilo, dostal další tři soupeře a ty musel opět porazit bez přestávky mezi jednotlivými utkáními. Druhá teoretická část zkoušky byla proti té první jednoduchá. V Československu se mistrovský dan dostával se složením trenérské zkoušky automaticky.
V roce 1970 figuroval v původní nominaci na květnové mistrovství Evropy v Berlíně. V přípravě si však poranil rameno a na poslední chvíli ho v nominaci nahradil Miloš Burkot. V závěru roku odjel s oddílem Slavie VŠ na zájezd do Švédska.
V roce 1971 se událo v československém judistickém prostřední několik změn. Na jaře odstoupil nový šéftrenér reprezentace Jindřich Kaděra (asi kádrové důvody?) a narychlo byl do této role povolán Ludvík Wolf. Závěrečné soustředění na květnové mistrovství Evropy ve švédském Göteborgu bylo zrušeno a nominovaní judisté tak odjížděli na závody bez přípravy. Navíc se při odletu Vladimír Novák (přezdívaný Láďa) dozvěděl, že víza pro něho byla omylem vystavena na jeho skoro jmenovce, fotbalistu Ladislava Nováka, a že nejede. Jákl na tomto mistrovství startoval ve své váze do 80 kg, ale informace jak se mu dařilo média neuvedla. Ve své autobiografii uvedl, že prohrál s Britem Davidem Starbrookem submisí páčením. Na podzim potom způsobil rozruch s pozastavenou činností nikoliv jako závodník, ale jako trenér. S bratrem Františkem si navzájem dělali osobního trenéra a při finálovém zápase svého bratra na mistrovství republiky mu povolily nervy a vběhl na tatami aby mu rozhodčí vysvětlily, proč změnily původní verdikt z "jasného" ipponu na wazari (tehdy bod na půlbod).

### Letní olympijské hry 1972
V olympijském roce 1972 skončil před mistrovstvím Evropy v nizozemském Voorburgu třetí na mezinárodním turnaji v Linci. Následně se opět během mistrovství republiky dopustil urážky rozhodčího a byl mu odebrán registrační průkaz. Nemohl tak obhajovat loňské prvenství v kategorii do 80 kg. Na zasedání disciplinární komise po mistrovství republiky bylo rozhodnuto, že odebrání registrace jako závodníkovi bylo neoprávněné, protože se prohřešku dopustil jako trenér – v sázce byl start na mistrovství Evropy. Zároveň předsednictvo svazu uznalo špatnou organizaci mistrovství, která byla jednou z příčin Jáklova nevhodného chování. Nominace na mistrovství Evropy v květnu tak dopadla přes komplikace dobře. Vypadl však hned v úvodním kole kategorie do 80 kg s gruzínským Sovětem Guramem Gogolaurim. Gogolauri ho, ale svým postupem do finále skupiny vytáhl do opravného pavouku. V opravném pavouku porazil držením Nora Herkasinka, ale v dalším kole prohrál se západním Němcem Pützem. V zápase se ujal půl minuty před koncem vedení na wazari (půlbod), ale z následného útoku Němce se nechal chytit na zemi a prohrál submisí. Šéftrenér reprezentace Ludvík Wolf jeho nekoncentrovanost omlouval na svazu ze zaujatosti rozhodčích vůči sportovcům z východního bloku. Podmínka nominace na olympijské hry v Mnichově byla umístit se do pátého místa na mistrovství Evropy a to mu uteklo právě kvůli této nešťastné porážce. Nominační komise ČSTV však nakonec přimhouřila oko a v září 1972 se stal prvním judistou z Československa, který startoval na olympijských hrách. 
Přípravu na olympijské hry vzal svědomitě. Připravoval se v areálu ČSTV v pražských Klánovicích. Zapracoval na dynamice a jako rozený sprinter se naučil běhat 10 km tratě. V přípravě mu jako sparingpartner pomáhal nejvíc Jiří Vach. Do Mnichova přijel jako jeden z prvních československé výpravy, náhradníkem byl Michal Vachun. Cestoval však sám bez trenéra. Jako vedoucí mu byl přidělen trenér házenkářů Jiří Vícha. Na pokoji v olympijské vesnici byl se šermířem Františkem Koukalem. Olympijský los ve váze do 80 kg mu nepřál. V úvodním kole ho čekal východní Němec Rudolf Hendel, dvojnásobný mistr Evropy avšak z nižší lehké váhy do 70 kg. To se nakonec ukázalo jako klíčové. O hlavu menšího Hendela k ničemu nepustil a svým výkonem přesvědčil rozhodčí při hlasování praporky (hantei) o výhře. V dalším kole však byl nad jeho síly japonský Korejec O Sung-ip (kapitán univerzitního týmu v japonském Tenri). V zápase s ním prohrál ve druhé minutě na ippon, když předtím pětkrát upadl na wazari. O Sung-ip svoji skupinu vyhrál a tím ho dostal zpátky do hry. V úvodním kole opravného pavouku porazil amerického Thajce Arthura Punsoniho (student Ohio State University) za 20 sekund technikou o-soto-gari, ale v dalším kole mu vrátil porážku z dubnového turnaje v Linci Rakušan Lutz Lischka. Lischka ho hned v úvodní minutě zaskočil technikou seoi-otoši na ippon. Konečné dělené 7. místo bylo bráno jako velký úspěch. Poslední den judistických soutěží měl nastoupit v kategorii bez rozdílu vah. Soutěž se však kvůli známému problému s izraelskými sportovci přesunula o čtyři dny později. V prvním kole měl štěstí na volný los a ve druhém proti němu stál favorizovaný Angelo Parisi ze Spojeného království. V zápase s ním potvrdil výbornou připravenost, vydržel s ním na tatami plných 6 minut a o jeho porážce nakonec rozhodli rozhodčí praporky. Parisi však skupinu nevyhrál a tím zhasla naděje nastoupit do opravného pavouku. Hodnocen byl na děleném 11. místě. 
V závěru roku v listopadu odjel s oddílem Slavie VŠ na týden na zájezd na Island, kde byl na semináři také japonský sensei Nobuaki Jamamoto. Pod jeho vedením absolvoval několik tréninků. Jedním z velkých nedostatků československého juda bylo, že v šedesátých letech nepozvali včas japonského specialistu, který by dohlížel na přípravu reprezentace.
V po olympijském roce 1973 získal koncem dubna další z mnoha republikových titulů a v květnu startoval na mistrovství Evropy v Madridu. Turnaj se mu však nepovedl, v kategorii do 80 kg vypadl v úvodním kole se západním Němcem Alfredem Mahrenkem a v kategorii bez rozdílu vah nestačil v úvodním kole na Francouze Rémi Morina. I přes neúspěch na mistrovství Evropy se podařilo trenéru Ludvíku Wolfovi obhájit jeho start na mistrovství světa ve švýcarském Lausanne, který se konal netradičně koncem června. Byla to jeho premiéra na mistrovství světa v 32 letech. V kategorii do 80 kg porazil v úvodním kole Brazilce japonského původu Lhofeie Shiozawu a ve druhém Brita Roberta Debeliuse. Stopku mu vystavil až ve třetím kole srbský Jugoslávec Slavko Obadov, který se rozhodčím při hlasování praporky (hantei) v utkání více líbil. V kategorii bez rozdílu vah prohrál v úvodním kole s Rakušanem Johannem Pollakem.
Z kraje roku 1974 podstoupil operaci dlouho problematického kolene a v květnu chyběl v nominaci na mistrovství Evropy v Londýně. Více se začal věnovat trenérské práci. Převzal roli ligového družstva Slávie VŠ a v listopadu připravoval jako trenér judisty na akademickém mistrovství světa v belgickém Bruselu. V závěru roku absolvoval již tradičně s klubem zahraniční zájezd – tento rok cestovali poprvé do mongolského Ulánbátaru a vraceli se přes Moskvu a jugoslávskou (slovinskou) Lublaň. Na podzim vzniklo při TJ Slávia VŠ Praha středisko vrcholového sportu MŠ ČSR (SVS MŠ ČSR).
V únoru 1975 přijal od vedení SVS MŠ ČSR pozvání do Prahy japonský trenér Nobuaki Jamamoto, sensei se kterým se poprvé setkal před lety na Islandu. Po skončení semináře Jamamoto ocenil nově nastolený trend zavedený v SVS bratry Jáklovými. Šel oběma příkladem především v tom, udržet si jako trenér fyzickou kondici aby i v pokročilejším věku mohl demonstrovat na žácích jednotlivé chvaty. Podivoval se nad tím, že v Československu když judista zanechá závodní činnosti, vůbec přestane chodit na tréninky tzv. pověsí judogi na hřebík. Na mistrovství republiky v dubnu opět chyběl pro zranění, to již v lize nastupoval ve vyšší polotěžké váze do 93 kg. Aktivní sportovní kariéru zakončil stylově v březnu 1976, po zisku svého třináctého titulu mistra republiky v oblíbené váhové kategorii do 80 kg.
Petr Jákl starší patřil mezi judisty provádějící chvaty z levého úchopu. Jeho oblíbeným chvatem byla nožní technika uči-mata. Rád udával tempo zápasu a na domácí scéně většinou vítězil do dvou minut na ippon. K lepším výsledkům na mezinárodní scéně v soubojích s nejlepšími judisty mu dlouho scházela fyzická kondice, na které začal systematicky pracovat až v pokročilejším věku s příchodem trenéra Ludvíka Wolfa do reprezentace v roce 1971. Jak sám uvedl ve své biografii, neměl dlouho pro mezinárodní zápasy fyzicky ani psychicky natrénováno na druhou část zápasu. Dlouho hledal cestu jak tuto fázi zvládat. Mnoho skoro vyhraných zápasů prohrál, když v závěru neuhlídal vedení v naprosté většině kvůli slabé koncentraci. Stávalo se mu, že jakoby zaslechl gong oznamující konec zápasu a přestal bojovat, nebo zaslechl někde maté (přerušení), přestal bojovat a soupeř toho využil ve svůj prospěch. Pomohly mu dlouhé běhy, při kterých zlepšil koncentraci při fyzické únavě a získal potřebnou výdrž a silnou vůli.

### Výsledky
| Turnaj             | Turnaj             | 1961                  | 1962                  | 1963                  | 1964                  | 1965                  | 1966                  | 1967                  | 1968                  | 1969                  | 1970                  | 1971                  | 1972                  | 1973                  | 1974                  | 1975                  | 1976                  |
| Turnaj             | Turnaj             | 20                    | 21                    | 22                    | 23                    | 24                    | 25                    | 26                    | 27                    | 28                    | 29                    | 30                    | 31                    | 32                    | 33                    | 34                    | 35                    |
| Turnaj             | Turnaj             | –80 kg (střední váha) | –80 kg (střední váha) | –80 kg (střední váha) | –80 kg (střední váha) | –80 kg (střední váha) | –80 kg (střední váha) | –80 kg (střední váha) | –80 kg (střední váha) | –80 kg (střední váha) | –80 kg (střední váha) | –80 kg (střední váha) | –80 kg (střední váha) | –80 kg (střední váha) | –80 kg (střední váha) | –80 kg (střední váha) | –80 kg (střední váha) |
| ------------------ | ------------------ | --------------------- | --------------------- | --------------------- | --------------------- | --------------------- | --------------------- | --------------------- | --------------------- | --------------------- | --------------------- | --------------------- | --------------------- | --------------------- | --------------------- | --------------------- | --------------------- |
| Olympijské hry     | Olympijské hry     |                       |                       |                       | —                     |                       |                       |                       |                       |                       |                       |                       | 7.                    |                       |                       |                       | —                     |
| Mistrovství světa  | Mistrovství světa  |                       |                       |                       |                       | —                     |                       | —                     |                       | —                     |                       | —                     |                       | úč.                   |                       | —                     |                       |
| Mistrovství Evropy | A:                 | úč.                   | úč.                   | úč.                   | úč.                   | DNS                   | úč.                   | úč.                   | —                     | úč.                   | —                     | úč.                   | 7.                    | úč.                   | —                     | —                     | —                     |
| Mistrovství Evropy | O:                 | úč.                   | —                     | —                     | —                     | 5.                    | úč.                   | úč.                   | —                     | úč.                   | —                     | úč.                   | 7.                    | úč.                   | —                     | —                     | —                     |
| Akademické MS /AME | Akademické MS /AME |                       |                       |                       | 3.                    |                       | úč.                   |                       |                       |                       |                       |                       |                       |                       |                       |                       |                       |
| Mistrovství ČSSR   | Mistrovství ČSSR   | 1.                    | 1.                    | 1.                    | 1.                    | 4.                    | 1.                    | úč.                   | 3.                    | 1.                    | —                     | 1.                    | —                     | 1.                    | 1.                    | —                     | 1.                    |
|                    |                    | bez rozdílu vah       |                       |                       |                       |                       |                       |                       |                       |                       |                       |                       |                       |                       |                       |                       |                       |
| Olympijské hry     | Olympijské hry     |                       |                       |                       | —                     |                       |                       |                       |                       |                       |                       |                       | úč.                   |                       |                       |                       | —                     |
| Mistrovství světa  | Mistrovství světa  | —                     |                       |                       |                       | —                     |                       | —                     |                       | —                     |                       | —                     |                       | úč.                   | —                     |                       |                       |
| Mistrovství Evropy | A:                 | úč.                   | 5.                    | úč.                   | —                     | —                     | úč.                   | úč.                   | —                     | 5.                    | —                     | úč.                   | úč.                   | úč.                   | —                     | —                     | —                     |
| Mistrovství Evropy | O:                 | úč.                   | —                     | —                     | —                     | —                     | úč.                   | úč.                   | —                     | 5.                    | —                     | úč.                   | úč.                   | úč.                   | —                     | —                     | —                     |
| Akademické MS /AME | Akademické MS /AME |                       |                       |                       | úč.                   |                       | úč.                   |                       |                       |                       |                       |                       |                       |                       |                       |                       |                       |
| Mistrovství ČSSR   | Mistrovství ČSSR   | —                     | —                     | —                     | —                     | —                     | 1.                    | —                     | —                     | —                     | —                     | —                     | —                     | 1.                    | —                     | —                     | —                     |

## Trenérská a funkcionářská práce
Jako trenér se začal aktivně angažovat od roku 1974, kdy při TJ Slávia VŠ Praha vzniklo středisko vrcholového sportu MŠ ČSR (SVS MŠ ČSR). K jeho prvním úspěšným svěřencům patřil havířovský Vladimír Bárta nebo plzeňští Jan Štěpánek a Jiří Dolejš. 
V roce 1978 zaznamenal s klubem TJ Slavia VŠ Praha historický úspěch v poháru mistrů evropských zemí (PMEZ). V prvním kole porazili belgický klub JC Ippon Namur 5:2. Ve čtvrtfinále porazili jugoslávský klub JC Slavia Novi Sad 4:2. V semifinále porazili v portugalském Lisabonu místní klub JC de Portugal 4:2 a v prosincovém finále je čekal západoněmecký klub JC Rüsselsheim. V úvodním dvojzápase doma v nově otevřené sportovní hale na Folimance zvítězili nad JC Rüsselsheim 4:2. V odvetném zápase v lednu 1979 prohráli 2:3, ale celkovým výsledkem 6:5 získali pohár pro vítěze PMEZ.
V roce 1980 startoval jeho svěřenec Vladimír Bárta na olympijských hrách v Moskvě a na podzim získal titul akademického mistra světa v polské Vratislavi.
V roce 1981 zmiňoval vedlejší efekt se vznikem středisek vrcholové sportu (SVS). Se vznikem SVS se začala prohlubovat propast mezi střediskovými oddíly (Vysoké školy Praha, Dukla BB, SVS Vítkovice) a těmi dalšími. Mělo to za následek snížení základny výkonnostně lepších judistů, kteří by mohli plnit roli zdatných sparingpartnerů. Bylo potřeba zvýšit SVS mládeže při těchto dalších klubech, aby československé judo drželo tempo alespoň s evropskou špičkou. Zároveň to však kladlo nárok na zvýšení míst ve sportovních rotách při plnění základní vojenské služby a tím vznikal začarovaný kruh. Úmrtnost nadějných sportovců, co se nedostali do sportovní roty, byla po dvou letech v běžné rotě (posádce) vysoká a tedy finance a čas do nich investované v SVS-M či TSM přišli vniveč.
V roce 1982 byl trenérem akademiků na akademické mistrovství světa ve finské Jyväskylä, kde jeho svěřenec Jaromír Lauer vybojoval třetí místo.
V roce 1983 se stal střediskovým trenérem Vladimíra Kocmana, který přestoupil z Banské Bystrice do Prahy z rodinných důvodů. Kocman v říjnu vybojoval historicky první medaili z mistrovství světa pro pražské SVS. V olympijském roce 1984 měl v reprezentaci vedla Kocmana další dva adepty na start na olympijských hrách v Los Angeles – Vladimíra Bártu, vycházející hvězdu Jiřího Sosnu, snad i Jaromíra Lauera, ale ze známých důvodů (bojkot) tito sportovci o start na olympijských hrách přišli. Menší náhradou pro pražské judisty byl opět postup do finále v poháru mistrů evropských zemí (PMEZ) po pěti letech. Ve finále je čekal stejný soupeř západoněmecký JC Rüsselsheim. V první utkání v hale na Folimance Vysokoškoláci prohráli vysoko 1:5. Jediný bod získal Jiří Sosna. V odvetném utkání západoněmecký klub potvrdil roli favorita vítězstvím 4:0 a získal pohár pro vítěze PMEZ.
Od poloviny osmdesátých let dvacátého století se věnoval již více funkcionářské a administrativní práci. Po Jiřím Mašínovi převzal pozici předsedy judistického oddílu TJ Vysoké školy Praha.
V roce 1986 byl vedoucím výpravy akademiků na akademické mistrovství světa v brazilském São Bernardo do Campo, kde Petr Šedivák vybojoval třetí místo.
V roce 1987 musel opět konstatovat známé nomen omen českého juda "zájemců o judo máme dostatek, kvůli omezeným prostorám nemůže všem poskytnout plnohodnotný trénink." Největší problém u československých judistů viděl v druhé polovině osmdesátých let v technice. Podle něho cesta k medailím nevede pouze přes kondici. K lepší technice však potřebovali judisté čas a ten v SVS neměli. "Na rok dopředu máme přesně stanovený harmonogram tréninků". Tréninkový proces se rozškatulkovával do sedmnácti přísně stanovených ukazatelů. Vše bylo pečlivě rozzařeno a nikdo nemohl vybočit z řady. Byla tím potlačena tvůrčí schopnost trenérů i závodníků ve skladbě tréninkového procesu a tudíž i v rozvoji osobnosti. Individuální tréninkový plán se podařilo nakonec prosadit.
Pražské SVS držel mezinárodními výsledky Jiří Sosna, roce 1988 získal historické zlato na mistrovství Evropy v španělské Pamploně. Na olympijských hrách v Soulu mělo pražské SVS MŠ ČSR dva zástupce Petra Šediváka a Jiřího Sosnu. Oba se umístili vysoko – Šedivák skončil na děleném 7. místě a Sosna na děleném 5. místě.
V roce 1989 jako člen Občanského fóra komentoval situaci kolem pořádání masového sportu a spartakiády v roce 1990: "Spartakiáda v té podobě, jak jsme znali a známe, je vlastně prezentací vedoucích představitelů státu našeho společenského zřízení ve světě. Masový sport je v této chvíli úplně v pozadí celé této záležitosti. Pokud my trenéři a sportovci chceme hovořit o masovém sportu, tak určitě nemáme na mysli československou spartakiádu. Domnívám se, že vhodnější podoba masového sportu je ta, když bude dostatek sportovišť a trenérů."
V roce 1990 mluvil v rozhovoru o fungování SVS MŠ ČSR, kterou čekala po roce 1989 nutná transformace: "Naše středisko je řízené českým ministerstvem školství, mládeže a tělovýchovy a do jeho činnosti zasahuje také výbor Svazu juda ÚV ČSTV. Ovlivňovat naši práci, ale chtějí i výbory svazu juda ČÚV (svazáci) a městský výbor ČSTV. Systém řízení musí být zjednodušen. Vrcholový sport má zbytečně mnoho pracovníků. Někteří si vymýšlejí pro nás různé druhy práce co se tréninku týče, jen aby zastínili svojí přebytečnost." Jako trenér a funkcionář kladl důraz na individuální přístup, který vysvětloval rozdílem mezi sportovcem vysokoškolákem a sportovcem vojákem. K členům vysokoškolského SVS a vojenského SVS nelze přistupovat stejně, mají jinou životní náplň, jiné povinnosti a v neposlední řadě i rozdílné možnosti přípravy. Je také důležité přihlížet na věk sportovce a jeho zkušenosti. K trenérům dodal, že ti by měli trénovat a ne být v kanceláři vypisovat hlášení. Sport by měl mít dvě priority – reprezentanty a jejich osobní trenéry. Všechny ostatní složky sportu by měly svoji práci podřídit těmto prioritám.

### Snaha o reformu tělovýchovy a sportu (1990)
V roce 1990 musel několikrát jako mluvčí obhajovat činnost Rady vzájemného porozumění v oblasti tělesné kultury, který byla od jednotlivých struktur československého sportu kritizována, že se není schopna s nikým porozumět. Záměrem Rady vzájemného porozumění (RVP) bylo zrušit ČSTV, Svazarm a umožnit vznik samostatných sportovních a tělovýchovných organizací. Tímto záměrem se svým způsobem Rada vzájemného porozumění pro tělesnou kulturu dostala do vysoké politické hry, kterou její představitelé nezvládali a jejich intelektuální poznatky a návrhy, jak by měla česká tělesná kultura po roce 1990 vypadat, se minula účinkem. Představitelé ČSTV argumentovali tím, že radě RVP jde pouze o židle. Návrh nového systému řízení tělovýchovy v Česku (Československu) vypracovali pedagogové FTVS a garantem návrhu se stalo ministerstvo školství, mládeže a tělovýchovy. V květnu 1990 spoluzaložil asociaci trenérů mužských složek reprezentace. Výkonnému výboru juda předložili návrh na nové zajišťování státní reprezentace. Základem bylo zrušení komise vrcholového sportu a zrušení míst profesionálních pracovníků tj. ústředního trenéra (ÚT) a zodpovědných trenérů (ZT), jejichž povinnosti chtěla převzít na svá bedra asociaci trenérů mužských složek reprezentace. Asociace byla složena z osobních trenérů všech reprezentantů. Dlouhodobě brojil proti tomu, aby se o závodníka reprezentanta starali dva trenéři osobní a reprezentační. Reprezentační trenér má podle něho opodstatnění pouze v kolektivních sportech. V individuálním sportu může napáchat víc škody než užitku, protože když si lidsky se závodníkem, reprezentantem nesedne tak to silně ovlivní jeho výkon na vrcholné sportovní akci. Výkonný výbor juda jeho (jejich) návrh na zrušení ÚT a ZT neschválil... vše zůstalo při starém.
V roce 1991 mediálně probíralo bulvární téma odchodu Jiřího Sosny z oddílu TJ VŠ Praha (USK Praha) do AC Sparty Praha kvůli nepřiměřeným finančním požadavkům. Jákl následně sklidil kritiku za to, že vyhodil Sosnu z veřejného tréninku na Folimance. Sám své chování později upřesnil. Sosna svým přestupem do Sparty zbavil rakouského partnera, za kterého startoval v tamější lize, povinnosti se s TJ VŠ Praha (USK Praha) vyrovnat. Po rakouském partnerovi Sosny požadovali 25 tisíc šilinků za to, že za Sosna po celý rok za TJ VŠ v lize nestartoval a přitom trénoval v Praze na Folimance a pobíral veškeré výhody člena SVS (VSC). Fakt, že Sosnu vyhodil z veřejného tréninku omluvil tím, že měli narváno a museli trénink účastnicky omezit.
V roce 1993 byl na valné hromadě Českého svazu juda (ČSJ) zvolen jeho prezidentem. V dubnu informoval, že na kongresu EJU bylo ČSJ přijato za právoplatného člena. Na podzim 1993 podepsal jako prezident svazu sponzorskou smlouvu s firmou Aral. V roce 1994 se vzdal kandidatury na předsedy/prezidenta kvůli rozdílným názorům zejména v ekonomické oblasti. Po rozdělení republiky a sloužení federálního svazu s českým nastaly určité problémy. V oblasti ekonomické prosperity svazu nenašli společnou řeč. V lednu 1995 došlo ke spojení funkce prezidenta a výkonného předsedy svazu. V roce 2001 postoupil pozice předsedy judistického oddílu USK Praha Pavlu Vaňkovi a v klubu působil ještě několik let jako člen výboru.
V roce 2000 startoval jeho syn Petr na olympijských hrách v Sydney.

## Práce pro film
U filmu se pohyboval od počátku šedesátých let jako kaskadér. Poprvé dabloval herce v snímku z německé produkce v roce 1961 – měl za úkol po zásahu kulkou spadnout ze schodů. V roce 1966 při natáčení filmu Konec agenta W4C prostřednictvím psa pana Foustky vznikla první československá kaskadérská skupina kolem Jaroslava Tomsy jejíž byl dlouhá léta členem. K jeho nejznámějším filmům zahraniční produkce patřil Most u Remagenu (1969), Na západní frontě klid (1979) nebo z domácích snímků 30 případů majora Zemana (1974), Arabela (1980), Sanitka apod. Jako herec ve vedlejších rolích se objevil jako rozhodčí ve filmu z judistického prostředí Jáchyme, hoď ho do stroje! (1974). V roce 1995 napsal, produkoval a zahrál si hlavní roli ve filmu z kaskadérského prostřední Cesta peklem.